# Rock and Roll Over
Rock and roll Over – piąty album studyjny amerykańskiej grupy rockowej KISS wydany w 1976 roku.

## Lista utworów
1. "I Want You" (Paul Stanley) – 3:04
  - śpiew – Paul Stanley
2. "Take Me" (Stanley, Sean Delaney) – 2:56
  - śpiew – Paul Stanley
3. "Calling Dr. Love" (Gene Simmons) – 3:44
  - śpiew – Gene Simmons
4. "Ladies Room" (Simmons) – 3:27
  - śpiew – Gene Simmons
5. "Baby Driver" (Peter Criss, Stan Penridge) – 3:40
  - śpiew – Peter Criss
6. "Love 'Em And Leave 'Em" (Simmons) – 3:46
  - śpiew – Gene Simmons
7. "Mr. Speed" (Stanley, Delaney) – 3:18
  - śpiew – Paul Stanley
8. "See You In Your Dreams" (Simmons) – 2:34
  - śpiew – Gene Simmons
9. "Hard Luck Woman" (Stanley) – 3:34
  - śpiew – Peter Criss
10. "Makin' Love" (Stanley, Delaney) – 3:14
  - śpiew – Paul Stanley

## Twórcy
- Gene Simmons – gitara basowa, śpiew
- Paul Stanley – gitara rytmiczna, śpiew
- Ace Frehley – gitara prowadząca
- Peter Criss – perkusja, śpiew

## Notowania
Album – Billboard (Ameryka Północna)
| Rok  | Lista      | Najwyższa pozycja |
| ---- | ---------- | ----------------- |
| 1976 | Pop Albums | 11                |

Single – Billboard (USA)
| Rok  | Singel             | Lista       | Najwyższa pozycja |
| ---- | ------------------ | ----------- | ----------------- |
| 1976 | "Hard Luck Woman"  | Pop Singles | 15                |
| 1976 | "Calling Dr. Love" | Pop Singles | 16                |

Single – Billboard (Austria)
| Rok  | Singel             | Lista       | Najwyższa pozycja |
| ---- | ------------------ | ----------- | ----------------- |
| 1976 | "Hard Luck Woman"  | Pop Singles | 67                |
| 1976 | "Calling Dr. Love" | Pop Singles | 93                |

Single – Billboard (Kanada)
| Rok  | Singel             | Lista       | Najwyższa pozycja |
| ---- | ------------------ | ----------- | ----------------- |
| 1976 | "Hard Luck Woman"  | Pop Singles | 15                |
| 1976 | "Calling Dr. Love" | Pop Singles | 2                 |